# Свети Архангел Михаил (Търнак)
„Свети Архангел Михаил“ е православен храм в белослатинското село Търнак, България, част от Врачанската епархия на Българската патриаршия.

## История
Храмът е разположен на хълм в центъра на селото. Строежът му започва веднага след създаването на Княжество България, в началото на 80-те години на XIX век. Местните жители участват с доброволен труд и парични дарения. Църквата е завършена в 1884 година и в 1885 година е тържествено открита.

## Архитектура
В архитектурно отношение църквата е кръстокуполна, еднокорабна базилика, с притвор на запад, където е стояла камбаната. Над притвора има женска църква. Градежният материал на храма е камък, докарван от Чомаковци и тухли. Зографията на храма е дело на дебърския майстор Велко Илиев.
В двора по-късно е изградена сграда с две помещения за църковна канцелария. В 1896 – 1897 година селото събира мед, която е отлята на камбана в камбанолеарна в Солун, а по-късно е отлята повторно с добавени бронз и сребро. Новата камбана, тежаща 500 kg, е поставена в 1907 година..
На 26 декември 1985 година църквата е обявена за архитектурен паметник на културата от Архитектурната комисия към Експертно технико-икономически съвет на Националния институт за паметници на културата, като в решението се посочват „композиционно-пространствената схема и нейният архитектурен образ, с арката на откритата нартика, с апсидите, вписани в ризалита, завършваща с фронтони, с профилираните каменни корнизи и камбанарията с полигонално сечение, характеризиращ църквата като представител на местния тип култова архитектура“.